# Arjen Hoogervorst

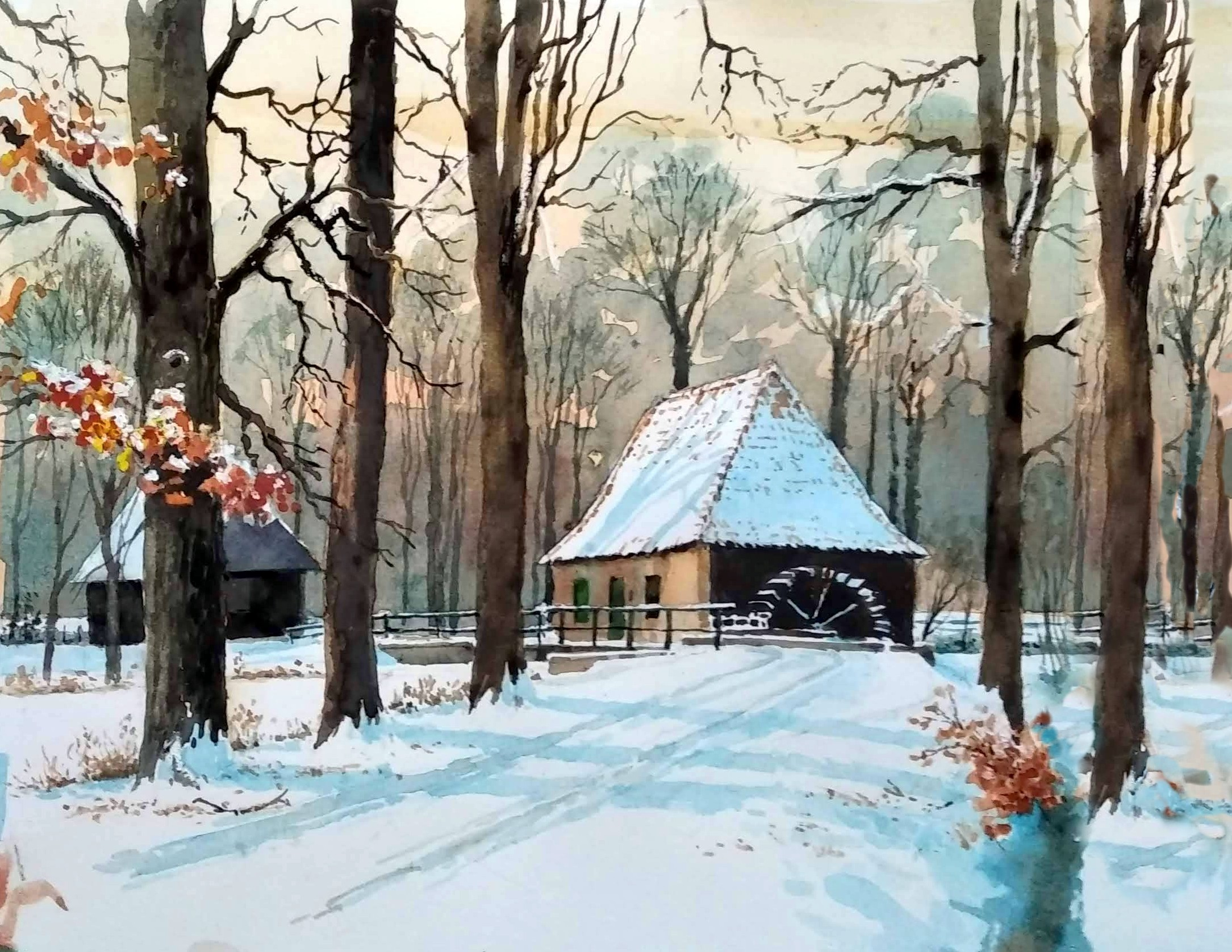
Aquarel van de Noordmolen in de winter. Lijnzaad watermolen op landgoed Twickel Twente.

Arjen Hoogervorst (Haarlem, 13 april 1950) is een Nederlands schilder, tekenaar en fotograaf.

## Biografie
Hoogervorst groeide op in Ermelo in een gezin met een broer. Hij kreeg les van Herman Veger en ontwikkelde zich tot aquarellist en schilder die zich specialiseerde in realistisch post-impressionistisch gemaakte schilderijen van dieren, landschappen en portretten.

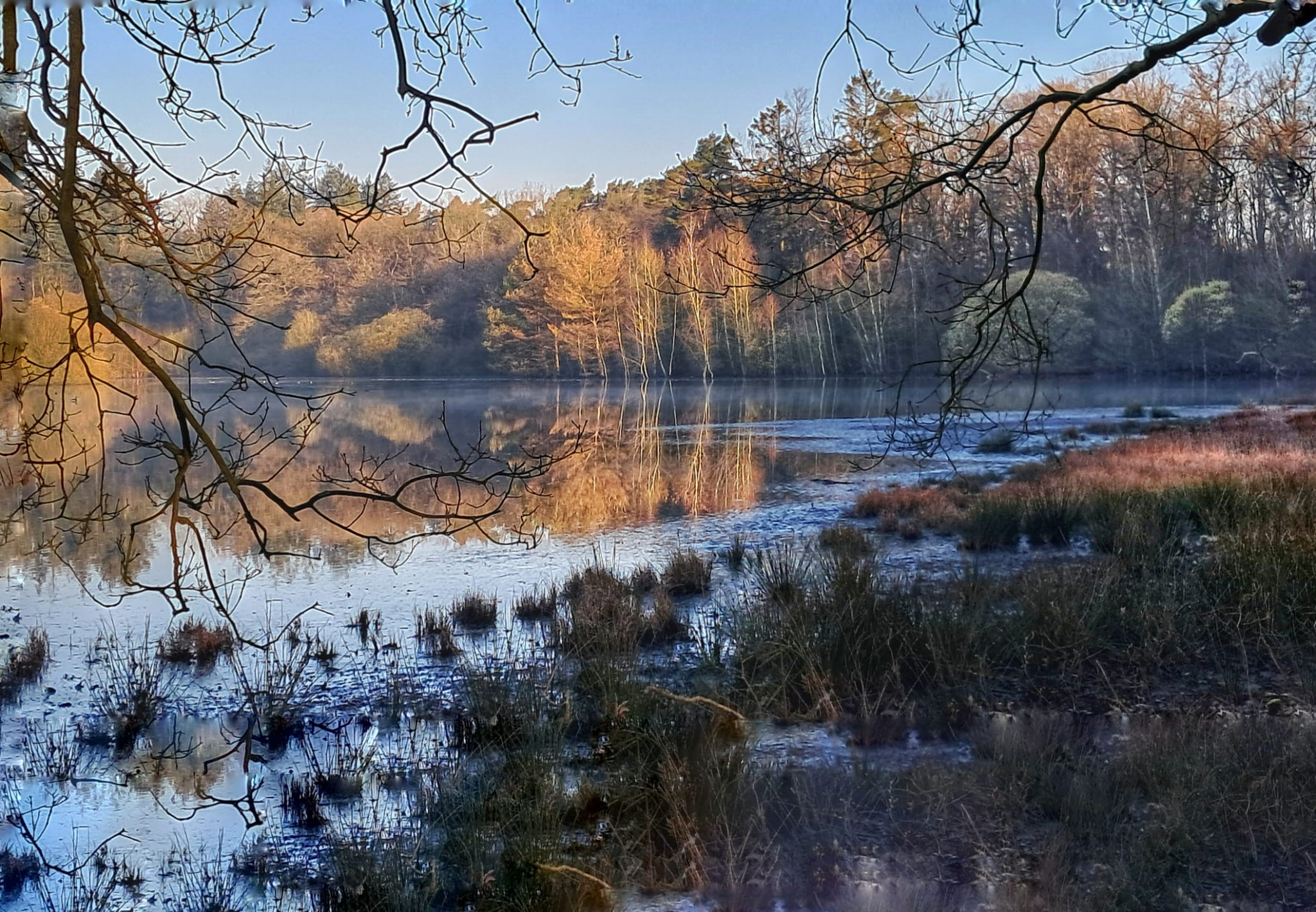
Zonsopgang boven bosven in De Wildernis

Hij was aan het eind van de jaren zeventig ook actief na een opleiding tot elektrotechisch ingenieur als distributeur voor het Britse bedrijf Thorn Lighting dat designlampen maakte. Samen met zijn vader, de industrieel ontwerper Jan Hoogervorst begon hij met het importeren van elektronisch gestuurde podiumverlichting en deze verder te ontwerpen en ontwikkelen voor theaters. Samen ontwierpen ze voor Interdesign twee elektronisch aangestuurde toneellampen. Door het overlijden van zijn vader in 1980 kwam dit ten einde.
Als fotograaf legt Hoogervorst tijdens zijn wandelingen door de Twentse natuur de omgeving vast en bewerkt ze met een schildersoog zodat ze eruit zien als een oogestrelend romantisch plaatje van platteland en natuur. Ook intitieerde hij het incorporeren van kunst in de openbare ruimte door zijn voorstel om afvalcontainers te voorzien van illustraties.

## Persoonlijk
Hoogervorst is getrouwd en is zoon van industrieel ontwerper Jan Hoogervorst. Ook zijn dochter Celine is kunstschilder.
- RKD-Nederlands Instituut voor Kunstgeschiedenis: 95907